# Oronz
Oronz (baskijski: Orontze) – gmina w Hiszpanii, w Nawarze, o powierzchni 11,54 km². W 2011 roku gmina liczyła 49 mieszkańców.